# Rich, Young and Pretty
 Rich, Young and Pretty és una pel·lícula musical americana de Norman Taurog estrenada el 1951.

## Argument
Durant un viatge a París amb el seu pare, ric criador de bestiar texà, una noia s'enamora del fill d'un diplomàtic.

## Repartiment
- Jane Powell: Elizabeth Rogers
- Danielle Darrieux: Marie Devarone
- Wendell Corey: Jim Stauton Rogers
- Vic Damone: Andre Milan
- Fernando Lamas: Paul Sarnac
- Marcel Dalio: Claude Duval
- Una Merkel: Glynnie
- Richard Anderson: Bob Lennart
- Jean Murat: Henri Milan
- Duci De Kerekjarto: Gypsy Leader
- Hans Conried: Jean
- George Tatar: Ballarí
- Katrin Tatar: Ballarí
- Monique Chantal: La minyona

## Galeria

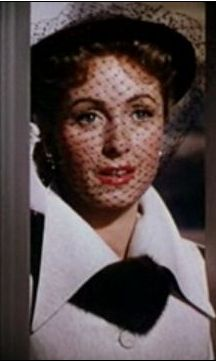
Danielle Darrieux
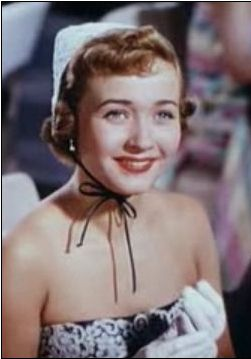
Jane Powell
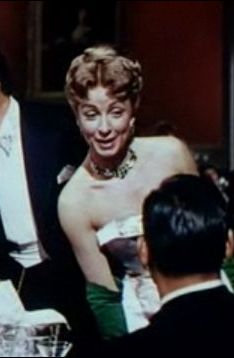
Danielle Darrieux

## Rebuda
Time deia que la pel·lícula estava "radiant amb Technicolor " i que tractava un "tema de cinema musical lleuger amb sentimentalisme de caramel, dissenyat per complaure"; la pel·lícula "tracta les seves situacions sense entusiasme o humor, i gestiona els seus problemes tan pesadament com si els hagués proposat Ibsen en un del seu melancolics humors." Bosley Crowther de The New York Times la defineix com "postal i per això, emocionant."

## Premis i nominacions

### Nominacions
- 1952. Oscar a la millor cançó original per Nicholas Brodszky (música) i Sammy Cahn (lletra) per la cançó "Wonder Why"